# Valentin Musteață
Valentin Musteață (n. 23 aprilie 1938, Nezavertailovca) este un inginer moldovean, doctor habilitat în științe tehnice, profesor universitar la Catedra Termotehnică și Management în Energetică de la Universitatea Tehnică a Moldovei. În anul 2000 a fost ales membru corespondent al Academiei de Științe a Moldovei, fost membru PCUS.

## Lucrări publicate
- Teplo - i massobmen vo vlazhnyx materialax v elektricheskix polyax vysokoj chastoty / V. T. MUSTEAȚĂ; red. : E. V. VERLAN; INSTITUTUL POLITEHNIC CHIȘINĂU. – Chișinău: Știința, 1985. - 64 p. – Bibliogr.: p. 59-60 (27 tit.).
- Gazodinamică aplicată : metode de calcul / George BĂLAN ; ref. șt. : Valentin MUSTEAȚĂ; UNIVERSITATEA TEHNICĂ A MOLDOVEI; Tănase PANAIT ; Univ. „Dunărea de Jos”, Galați. - Ch. : Tehnica-Info, 2000. - 142 p. : scheme, fig. - Bibliogr. p. 98-105 (176 tit.).
- Conceptul  instalației de  cogenerare  pe  baza  motorului  cu  ardere  internă/ Valentin MUSTEAȚĂ  // “ Energetica  Moldovei – 2005” : Conferință Internașională, 21-24 sept., 2005, Chișinău : Rapoarte. - Ch.., 2005. - P. 409-411.
- Termodinamica. Tehnică și procese tehnologice (note de curs) / Valentin MUSTEAȚĂ; UNIVERSITATEA TEHNICĂ A MOLDOVEI, Facultatea Energetică, Catedra Termotehnică și Management în Energetică. - Chișinău : UTM, 2006. - 88 p. - Bibliogr.:  p. 86-87.
- Combustibil. Teoria arderii / Ion CERNEGA; red. resp.: V. MUSTEAȚĂ - Ch.: UTM, 2008. – 99 p.
- Kakim dolzhen  bytۥ  tariff  na teploėnergiyu? /  Valentin MUSTEAȚĂ // Ėkonomicheskoe obozrenie. Logos Press. - 2008. - 15 febr. - P.17.
- C. Chelmenciuc, V. Musteață, L. Tcaci, - Reducerea ireversibilității procesului în cuptorul de coacerea pâinii, Conferința Tehnico-științifică a Colaboratorilor, Doctoranzilor și Studenților, 24 noiembrie 2013, UTM.
- V. MUSTEAȚĂ, C. CHELMENCIUC, N. BUTENCO, - The thermodynamic analysis of the technological processes. International Conference on Electrical and Power Engineering, EPE - 2010, Iași, România 28 – 30 octombrie.
- C. CHELMENCIUC, V. MUSTEAȚĂ, A. GUȚU, -SPORIREA EFICIENȚEI ENERGETICE ÎN SECTORUL INDUSTRIAL AL ECONOMIEI REPUBLICII MOLDOVA, 8th International Conference on Electrical and Power Engineering, SIELMEN-2011, 13-15 October 2011 – Chișinău, R. Moldova.
- C. Chelmenciuc, N. Butenco, V. Musteață. Analiza termodinamică a instalațiilor de forță cu turbine cu abur: Indicații metodice pentru realizarea tezei de an. - Chișinău: U.T.M., 2010. – 60 p. (3,75 coli de tipar); limba română și rusă, 75 ex.

## Invenții brevetate
- Dispozitiv de fixare a pietrei pentru tăierea cu ferăstrăul la dimensiunea programată /COȘCHIN A. M., IVANOV C. A., MUSTEAȚĂ V. I.;  Institutul de Cercetări Științifice și Proiectări în domeniul Materiale de Construcție din Moldova; Nr. 2390993/22-03; Decl. 22.07.1976; Publ.: B. I., 1978 – Nr. 31.
- CA 684268 (SU); CIB F26b3/34. Dispozitiv pentru uscarea materialelor pulverulente / MUSTEAȚĂ V. T., GANEA G. P., LUPAȘCO A. S., IALCOVSCHI V;  INSTITUTUL POLITEHNIC  CHIȘINĂU; Nr. 2576100/24-06; Decl. 07.02.1978; Publ.: B. I., 1979 – Nr. 33.
- CA 713554 (SU); CIB A21B2/00. Cuptor de copt pîine în cîmp electric de fregvență înalta / MUSTEAȚĂ V. T., VERLAN E. V.; INSTITUTUL POLITEHNIC CHIȘINĂU; Nr. 2529424/28-13; Decl. 22.09.1977; Publ.: B. I., 1980 – Nr. 5.
- CA 981355 (SU); CIB C12G1/02. Instalație pentru prepararea coloranților/ CIOCOI P. C., MUSTEAȚĂ V. T., NEGRU A. I., VERLAN E. V.;  INSTITUTUL POLITEHNIC  CHIȘINĂU; Asociația agroindustrială de Cercetări si Producție „Ialoveni”; Nr. 2835102/28-13; Decl. 23.10.1979. Publ.: B. I., 1982–Nr. 46.

## Distincții
- Medalia „Meritul civic”, decretul din 8 iunie 1994, legitimația nr.  01147, med. nr. 00133
- Premiul special pe anul 1997, decernat de Societatea Română a Termotehnicienilor, nr. 7, 24 mai 1997